# Libor Pimek
Libor Pimek (Most, 3 agosto 1963) è un ex tennista cecoslovacco naturalizzato belga.

## Biografia
Ottenne il suo best ranking in singolare il 22 aprile 1985 con la 18ª posizione; mentre nel doppio divenne, il 29 luglio 1996, il 15º del ranking ATP.
In carriera, in singolare, ha conquistato la vittoria finale in un torneo ATP: gli Internazionali di Tennis di Baviera 1984 a Monaco di Baviera; in quell'occasione superò lo statunitense Gene Mayer con il punteggio di 6-4, 4-6, 7-6, 6-4.
I migliori risultati della sua carriera sono stati ottenuti in doppio. In questa specialità ha vinto 17 tornei ATP con altre 12 finali perse, tra cui la finale negli Internazionali d'Italia del 1996, dove, in coppia con il sudafricano Byron Talbot, fu sconfitto da Byron Black e Grant Connell.
Ha fatto parte della squadra ceca di Coppa Davis dal 1983 al 1985 con un record di 3 vittorie e 3 sconfitte. Dopo il passaggio alla nazionalità belga ha fatto parte della squadra belga di Coppa Davis dal 1991 al 1998 con un record di 2 vittorie e 5 sconfitte.

## Statistiche

### Singolare

#### Vittorie (1)
| Legenda                |
| Grande Slam (0)        |
| Tennis Masters Cup (0) |
| ATP Masters Series (0) |
| ATP Tour (1)           |

| N. | Data           | Torneo                                                 | Superficie  | Sfidante in finale | Punteggio          |
| 1. | 14 maggio 1984 | Internazionali di Tennis di Baviera, Monaco di Baviera | Terra rossa | Gene Mayer         | 6-4, 4-6, 7-6, 6-4 |

| Legenda tornei minori |
| Challenger (2)        |
| Futures (0)           |

| Numero | Data          | Torneo                          | Superficie  | Sfidante in finale | Punteggio |
| 1.     | 8 agosto 1982 | Ostend Challenger, Ostenda      | Terra rossa | Haroon Ismail      | 6-2, 7-5  |
| 2.     | 7 agosto 1989 | Knokke Challenger, Knokke-Heist | Terra rossa | Radek Zahraj       | 7-6, 7-6  |

#### Sconfitte in finale (1)
| Numero | Data             | Torneo              | Superficie    | Sfidante in finale | Punteggio               |
| 1.     | 18 novembre 1985 | Vienna Open, Vienna | Sintetico (i) | Jan Gunnarsson     | 7-6, 2-6, 4-6, 6-1, 5-7 |

### Doppio

#### Vittorie (17)
| Legenda                |
| Grande Slam (0)        |
| Tennis Masters Cup (0) |
| ATP Masters Series (0) |
| ATP Tour (17)          |

| Numero | Data              | Torneo                                        | Superficie  | Compagno             | Avversari in Finale               | Punteggio     |
| 1.     | 21 marzo 1983     | ATP Nizza, Nizza                              | Terra rossa | Bernard Boileau      | Bernard Fritz Jean-Louis Haillet  | 6-3, 6-4      |
| 2.     | 2 aprile 1984     | Grand Prix Bari, Bari                         | Terra rossa | Stanislav Birner     | Marcel Freeman Tim Wilkison       | 2-6, 7-6, 6-4 |
| 3.     | 8 luglio 1985     | U.S. Pro Tennis Championships, Boston         | Cemento     | Slobodan Živojinović | Peter McNamara Paul McNamee       | 2-6, 6-4, 7-6 |
| 4.     | 16 giugno 1986    | Athens Open, Atene                            | Terra rossa | Blaine Willenborg    | Carlos Di Laura Claudio Panatta   | 5-7, 6-4, 6-2 |
| 5.     | 11 agosto 1986    | ATP Saint-Vincent, Saint-Vincent              | Terra rossa | Pavel Složil         | Charles Cox Michael Fancutt       | 6-3, 6-3      |
| 6.     | 10 settembre 1990 | ATP Bordeaux, Bordeaux                        | Terra rossa | Tomás Carbonell      | Mansour Bahrami Yannick Noah      | 6-3, 6-7, 6-2 |
| 7.     | 30 marzo 1992     | Estoril Open, Estoril                         | Terra rossa | Hendrik Jan Davids   | Luke Jensen Laurie Warder         | 3-6, 6-3, 7-5 |
| 8.     | 6 luglio 1992     | Swiss Open Gstaad, Gstaad                     | Terra rossa | Hendrik Jan Davids   | Petr Korda Cyril Suk              | W/O           |
| 9.     | 7 giugno 1993     | ATP Firenze, Firenze                          | Terra rossa | Tomás Carbonell      | Mark Koevermans Greg Van Emburgh  | 7-6, 2-6, 6-1 |
| 10.    | 2 agosto 1993     | ATP Praga, Praga                              | Terra rossa | Hendrik Jan Davids   | Jorge Lozano Jaime Oncins         | 6-3, 7-6      |
| 11.    | 13 settembre 1993 | Romanian Open, Bucarest                       | Terra rossa | Menno Oosting        | George Cosac Ciprian Porumb       | 7-6, 7-6      |
| 12.    | 31 luglio 1995    | ATP Praga, Praga                              | Terra rossa | Byron Talbot         | Jiří Novák David Rikl             | 7-5, 1-6, 7-6 |
| 13.    | 29 gennaio 1996   | Croatian Indoors, Zagabria                    | Cemento (i) | Menno Oosting        | Martin Damm Hendrik Jan Davids    | 6-3, 7-6      |
| 14.    | 11 marzo 1996     | Copenaghen Open, Copenaghen                   | Sintetico   | Byron Talbot         | Wayne Arthurs Andrew Kratzmann    | 7-6, 3-6, 6-3 |
| 15.    | 15 luglio 1996    | Stuttgart Open, Stoccarda                     | Terra rossa | Byron Talbot         | Tomás Carbonell Francisco Roig    | 6-4, 7-6      |
| 16.    | 22 luglio 1996    | Austrian Open, Kitzbühel                      | Terra rossa | Byron Talbot         | David Adams Menno Oosting         | 7-6, 6-3      |
| 17.    | 29 settembre 1997 | Campionati Internazionali di Sicilia, Palermo | Terra rossa | Andrew Kratzmann     | Hendrik Jan Davids Daniel Orsanic | 3-6, 6-3, 7-6 |

| Legenda tornei minori |
| Challenger (5)        |
| Futures (0)           |

| Numero | Data            | Torneo                      | Superficie  | Compagno         | Avversari in Finale                 | Punteggio     |
| 1.     | 18 ottobre 1982 | Oporto Challenger, Porto    | Terra rossa | Thierry Stevaux  | Andy Kohlberg Robbie Venter         | 4-6, 7-6, 7-5 |
| 2.     | 3 luglio 1989   | Rümikon Challenger, Rümikon | Terra rossa | Markus Zoecke    | Russell Barlow Harald Rittersbacher | 6-3, 6-4      |
| 3.     | 28 agosto 1989  | Nyon Challenger, Nyon       | Terra rossa | Nick Fulwood     | João Cunha e Silva David Macpherson | 6-7, 7-6, 6-4 |
| 4.     | 30 maggio 1994  | Sporting Challenger, Torino | Terra rossa | Leonardo Lavalle | Greg Van Emburgh Richard Schmidt    | 6-7, 7-6, 6-4 |
| 5.     | 11 luglio 1994  | Ostend Challenger, Ostenda  | Terra rossa | Marcos Górriz    | Jeff Belloli Martin Zumpft          | 7-6, 2-6, 6-4 |

#### Sconfitte in finale (12)
| Numero | Data              | Torneo                        | Superficie  | Compagno           | Avversari in Finale             | Punteggio     |
| 1.     | 17 settembre 1984 | Geneva Open, Ginevra          | Terra rossa | Tomáš Šmíd         | Michael Mortensen Mats Wilander | 3-6, 4-6      |
| 2.     | 16 settembre 1985 | ATP Bordeaux, Bordeaux        | Terra rossa | Blaine Willenborg  | David Felgate Stephen Shaw      | 4-6, 7-5, 4-6 |
| 3.     | 11 febbraio 1991  | Brussels Indoor, Bruxelles    | Sintetico   | Michiel Schapers   | Todd Woodbridge Mark Woodforde  | 3-6, 0-6      |
| 4.     | 5 agosto 1991     | ATP Praga, Praga              | Terra rossa | Daniel Vacek       | Vojtěch Flégl Cyril Suk         | 4-6, 2-6      |
| 5.     | 2 marzo 1992      | Copenaghen Open, Copenaghen   | Sintetico   | Hendrik Jan Davids | Nicklas Kulti Magnus Larsson    | 3-6, 4-6      |
| 6.     | 14 settembre 1992 | Cologne Open, Colonia         | Terra rossa | Ronnie Båthman     | Horacio de la Peña Gustavo Luza | 7-6, 0-6, 2-6 |
| 7.     | 26 luglio 1993    | Dutch Open, Hilversum         | Terra rossa | Hendrik Jan Davids | Jacco Eltingh Paul Haarhuis     | 6-4, 2-6, 5-7 |
| 8.     | 22 maggio 1995    | ATP Bologna Outdoor, Bologna  | Terra rossa | Vince Spadea       | Byron Black Jonathan Stark      | 5-7, 3-6      |
| 9.     | 19 giugno 1995    | ATP St. Pölten, Sankt Pölten  | Terra rossa | Byron Talbot       | Bill Behrens Matt Lucena        | 5-7, 4-6      |
| 10.    | 13 maggio 1996    | Internazionali d'Italia, Roma | Terra rossa | Byron Talbot       | Byron Black Grant Connell       | 2-6, 3-6      |
| 11.    | 3 marzo 1997      | Rotterdam Open, Rotterdam     | Sintetico   | Byron Talbot       | Jacco Eltingh Paul Haarhuis     | 6-7, 4-6      |
| 12.    | 28 luglio 1997    | Dutch Open, Amsterdam         | Terra rossa | Andrew Kratzmann   | Paul Kilderry Nicolás Lapentti  | 6-3, 5-7, 6-7 |